# Иван Васильевич (князь рязанский)
Иван Васильевич (14 апреля 1467, Москва — 20 мая 1500) — великий князь рязанский (1483—1500), сын великого князя рязанского Василия Ивановича от брака с сестрой великого князя Московского Ивана III, Анной.

## Биография
Иван Васильевич занял рязанский престол в 1483 году и тогда же (9 июня 1483) заключил договор с Иваном III, по которому московским князьям отдаётся преимущество перед рязанскими. Великий князь рязанский обязывается не поддерживать отношения с польским королём и литовским великим князем, а также с другими враждебными Москве князьями и с татарскими царевичами. По этому же договору позднейшие приобретения Рязани со стороны Северских княжеств отошли к Москве. Отношения рязанского князя к московскому становятся подручническими, а последний, при необходимости свободно пользуется военными силами Рязани (поход 1493 на Серпейск и Мещовск).
По договору Ивана III с великим князем литовским (1494), если князь Иоанн и Фёдор Васильевичи рязанские «в чём-либо согрубят» последнему, он обращается с жалобой на них к Иоанну, который и решает дело. Свои отношения к младшему брату своему, Фёдору, Иоанн Васильевич определил договором от 19 августа 1496, представляющим «кальку» с подобных же договоров московских князей.

Когда в 1500 году Иван Васильевич умер, его сыну Ивану Ивановичу было четыре с половиной года. Управление рязанским княжеством по малолетству нового князя перешло к вдове Ивана Васильевича Аграфене Васильевне и его матери Анне Васильевне, которая умерла на следующий год.

## Семья
Отец: Василий Иванович (1447—1483) — Великий князь рязанский (1456—1483).
Мать: Анна Васильевна (1450—1501) — единственная дочь великого князя московского Василия Тёмного.
Братья:
- Пётр (1468 — до 1483)
- Фёдор (ум. 1503) — удельный князь рязанский

Сестра:
- Анна — жена князя Фёдора Ивановича Бельского

Жена: Аграфена Васильевна — дочь князя Василия Ивановича Бабича.
Дети:
- Иван (1496—1533/1534) — последний Великий князь рязанский.